# ارجمان
ارجمان (به لاتین: Argaman) یک شهرک یهودی‌نشین موشاو است که در کرانه باختری رود اردن واقع شده‌است.